# Microsoft Office
Microsoft Office — офисный пакет американской корпорации Microsoft для операционных систем Windows, Windows Phone, Android, macOS, iOS, iPadOS. В состав этого пакета входит программное обеспечение для работы с различными типами документов: текстами, электронными таблицами, базами данных и др. Microsoft Office является сервером OLE-объектов и его функции могут использоваться другими приложениями, а также самими приложениями Microsoft Office. Поддерживает скрипты и макрокоманды, написанные на VBA.
В октябре 2022 года Microsoft объявила об отказе от бренда Office и переименовании офисного пакета в Microsoft 365, начиная с переименования Office Online в ноябре 2022 года и отдельных настольных и мобильных приложений пакета Office в январе 2023 года. Позднее корпорация пересмотрела своё решение, и выпустила Microsoft Office 2024 в октябре 2024 года.

## Состав Microsoft Office
Microsoft Office поставляется в нескольких редакциях. Различия редакций - в составе пакета и цене. Наиболее полная из них содержит:
- Microsoft Word — текстовый процессор. Доступен под Windows, Android и macOS. Позволяет подготавливать документы различной сложности. Поддерживает OLE, подключаемые модули сторонних разработчиков, шаблоны и многое другое. Основным форматом в последней версии является позиционируемый как открытый Office Open XML, который представляет собой ZIP-архив, содержащий текст в виде XML, а также всю необходимую графику. Наиболее распространенным остается двоичный формат файлов Microsoft Word 97—2003 с расширением DOC. Продукт занимает ведущее положение на рынке текстовых процессоров, и его форматы используются как стандарт де-факто в документообороте большинства предприятий. Word также доступен в некоторых редакциях Microsoft Works.
  - Программы-эквиваленты: LibreOffice Writer, OpenOffice Writer, KWord, NeoOffice Writer, Corel WordPerfect и Apple Pages (только на платформе macOS), SoftMaker Office — TextMaker, а также, с некоторыми оговорками AbiWord (в тех случаях, когда его возможностей достаточно, а малый объём и скорость работы при невысоких требованиях к ресурсам более важны).

- Microsoft Excel — табличный процессор. Поддерживает все необходимые функции для создания электронных таблиц любой сложности. Занимает ведущее положение на рынке. Последняя версия использует формат Office Open XML с расширением «.xlsx», более ранние версии использовали двоичный формат с расширением «.xls». Доступен под Windows и Apple macOS,
  - Схожие по назначению программы: LibreOffice Calc, OpenOffice Calc, KCells, Gnumeric, Corel Quattro Pro, Apple Numbers (только на платформе macOS) и SoftMaker Office — PlanMaker.
- Microsoft Outlook (не путать с Outlook Express) — персональный коммуникатор. В состав Outlook входят: календарь, планировщик задач, записки, менеджер электронной почты, адресная книга. Поддерживается совместная сетевая работа.
  - Программы-эквиваленты: почтового клиента — Mozilla Thunderbird/SeaMonkey, Novell Evolution, Claws Mail, Eudora Mail, The Bat!, Sylpheed; диспетчера персональных данных — Mozilla, Lotus Organizer и Novell Evolution. Доступен под Windows и под macOS.
- Microsoft PowerPoint — программа подготовки презентаций под Windows и macOS.
  - Программы-эквиваленты: LibreOffice Impress, OpenOffice Impress, KPresenter, Corel WordPerfect, Apple Keynote (только на платформе macOS) и SoftMaker Office — Presentations.
- Microsoft Access — приложение для управления базами данных (СУБД).
  - Программы-эквиваленты: LibreOffice Base, OpenOffice Base, Kexi.
- Microsoft InfoPath — приложение для сбора данных и управления ими — упрощает процесс сбора сведений.
- Microsoft Communicator (Microsoft Lync) — предназначен для организации всестороннего общения между людьми. Microsoft Office Communicator 2007 обеспечивает возможность общения посредством простого обмена мгновенными сообщениями, а также проведения голосовой и видеобеседы. Данное приложение является частью программного пакета Microsoft Office и тесно с ним интегрировано, что позволяет ему работать совместно с любой программой семейства Microsoft Office.
- Microsoft Publisher — приложение для подготовки публикаций.
- Microsoft Project — управление проектами.
- Microsoft Query — просмотр и отбор информации из баз данных.
- Microsoft OneNote — приложение для записи заметок и управления ими.
- Microsoft Groove — приложение для поддержки совместной работы[4].
- Microsoft SharePoint Designer — инструмент для построения приложений на платформе Microsoft SharePoint и адаптации узлов SharePoint.
- Microsoft Picture Manager — работа с рисунками[5].
  - Программы-эквиваленты: LibreOffice Draw.
- Microsoft Document Image Writer — виртуальный принтер, печатающий в формат Microsoft Document Imaging Format.
- Microsoft Diagnostics — диагностика и восстановление поврежденных приложений Microsoft Office.

Ранее в Microsoft Office входило приложение Microsoft FrontPage (программа для создания сайтов), однако Microsoft приняла решение исключить это приложение из Office и прекратить его разработку. В Microsoft Office 2007 программа FrontPage была заменена на Microsoft SharePoint Designer.
Также ранее в состав Microsoft Office входил редактор формул Equation Editor 3.0 разработки компании Design Science, который был удалён в январе 2018 года из-за проблем с безопасностью. Пользователям Equation Editor 3.0 рекомендован переход на редактор MathType от того же разработчика.
С версии 4.0 по 2010 в состав пакета также входила библиотека клип-арта, в основном в формате .wmf. В Office 2013 она была перенесена на сайт Microsoft, а в декабре 2014 — и вовсе удалена.

## Версии продукта и их поддержка

Логотип Microsoft Office 2013/2016

| Дата выхода | Название/версия                    | Описание, сведения о поддержке и совместимости с ОС |
| 19.11.1990  | Office 1.0                         | |
| 04.03.1991  | Office 1.5                         | |
| 08.07.1991  | Office 1.6                         | |
| 30.08.1992  | Office 92 (3.0)                    | Изначально называлась Office 3.0, позже переиздана в качестве Office 92. |
| 17.01.1994  | Office 4.0                         | |
| 02.06.1994  | Office 4.3                         | Последняя по номеру версии (но не по дате выхода) 16-битная версия пакета. Это также последняя версия, совместимая с Windows 3.x, Windows NT 3.1 и Windows NT 3.5 (Windows NT 3.51 поддерживала и содержала Office 97). |
| 03.07.1994  | Office для NT 4.2                  | Последняя по дате выхода 16-битная версия пакета. |
| 30.08.1995  | Office 95 (7.0)                    | Совпал по времени выхода с Windows 95. Работает только на Windows 95, Windows NT 3.51 и выше. Это была первая версия Microsoft Office, в которой совпадали версии всех основных составляющих продуктов (7.0, последовательно от Word 6.0). |
| 30.12.1996  | Office 97 (8.0)                    | Впервые издана на CD-ROM-дисках и на 45 3½-дюймовых дискетах), ставшая полностью безопасной только с Service Release 2 (после Y2K). Последняя версия, совместимая с Windows NT 3.51 на платформах i386 и Alpha. Это также первая версия Microsoft Office, в которой появилась поддержка Юникода в системах Windows NT. Версии, выпущенные до Microsoft Office 97 (включая Outlook 97), больше не поддерживаются. Расширенная поддержка Office 97 (включая Outlook 98) закончилась 16 января 2004 года; выпуск исправлений (hotfix) в рамках основной поддержки прекращён 31 августа 2001 года.    |
| 20.06.1998  | Office 97 Powered by Word 98 (8.5) | Были выпущены только в Японии и Корее. Первая версия Outlook 98 во всех изданиях Publisher 98 и в версии Small Business Edition. Это также первая версия Office 97, совместимая с Windows 98. |
| 27.01.1999  | Office 2000 (9.0)                  | Последняя версия, совместимая с Windows 95. Microsoft Office 2000 — также последняя версия, которая не требует активации продукта и не распространяется на Office Genuine Advantage, хотя в отдельных дистрибутивах и обновлениях Office через интернет-сайт по-прежнему требуется присутствие оригинальных носителей установки обновлений. Базовая поддержка продукта прекращена 30 июля 2004 года; расширенная поддержка закончилась 14 июля 2009 года. |
| 31.05.2001  | Office XP (10.0)                   | Последняя версия, совместимая с Windows 98, Windows Me, Windows NT 4.0, Windows 2000 без пакетов обновлений и Windows 2000 SP1/SP2. Улучшена поддержка работы под учётными записями с ограниченными правами в Windows 2000 и Windows XP. Базовая поддержка продукта прекращена 11 июля 2006 года; расширенная поддержка прекращена 12 июля 2011 года. |
| 21.10.2003  | Office 2003 (11.0)                 | Впервые представляла иконки в стиле Windows XP. Последняя версия, совместимая с Windows 2000 SP3/SP4, Windows XP без пакетов обновлений и Windows XP SP1/SP1a. Продажи Office 2003 прекращены 11 января 2010 года в результате патентного разбирательства с компанией i4i. Базовая поддержка продукта прекращена 14 апреля 2009 год; расширенная поддержка прекращена 8 апреля 2014 года, вместе с поддержкой Windows XP. |
| 11.05.2004  | Office 2004 (11.0)                 | Версия Microsoft Office для macOS. Последняя версия — 11.6.6. |
| 30.01.2007  | Office 2007 (12.0)                 | Совпал по времени выхода с Windows Vista. Впервые представлен ленточный интерфейс (Ribbon). Последняя версия, совместимая с Windows XP SP2 и Windows Vista без пакетов обновлений. Для Office 2007 и дальнейших версий MS Office продолжительность базовой поддержки составляет 5 лет после выпуска продукта или 2 года после выпуска следующей версии продукта (что наступит позднее), расширенная поддержка будет доступна в течение 5 лет после окончания срока базовой поддержки. Продажи Office 2007 прекращены 11 января 2010 года в результате патентного разбирательства с компанией i4i. |
| 15.01.2008  | Office 2008 (12.0)                 | Версия Microsoft Office для macOS. Последняя версия — 12.3.6. |
| 12.05.2010  | Office 2010 (14.0)                 | Версия Microsoft Office для Windows XP SP3, Windows Vista SP1/SP2, Windows 7, Windows 8, Windows 8.1 и Windows 10. Последняя версия, совместимая с Windows XP SP3, Windows Vista SP1/SP2 и Windows 7 без пакетов обновлений. Базовая поддержка продукта прекращена 15 июля 2015 года. |
| 26.10.2010  | Office 2011 (14.0)                 | Версия Microsoft Office для macOS. Последняя версия — 14.7.7. Поддержка завершена 10 октября 2017 года. |
| 29.01.2013  | Office 2013 (15.0)                 | Тестирование предварительной технической версии Office 2013 было начато в начале 2012 года, позже в Интернете появились скриншоты и видео. Как и предполагалось, она включена в состав Windows RT. Разработка данной версии была завершена 12 октября 2012 года. Продажи начались в первом квартале 2013 года. Эта версия Microsoft Office совместима с Windows 7 SP1, Windows 8, Windows 8.1, Windows RT и Windows 10. |
| 23.09.2015  | Office 2016                        | Версия Microsoft Office, совместимая с Windows 7 SP1, Windows 8.1 и Windows 10, а также с macOS. Аппаратная платформа — x86, x86-64 и ARM. Выпуск состоялся 23 сентября 2015 года, при этом версия для macOS стала доступна потребителям в июле 2015 года. Последняя версия, совместимая с Windows 7 SP1. Последняя версия — 2002 (16.0.12527.20442) (16 апреля 2020). |
| 24.09.2018  | Office 2019                        | Версия Microsoft Office, совместимая с Windows 10, а также с macOS. Аппаратная платформа — x86, x86-64 и ARM. Выпуск состоялся 24 сентября 2018 года, при этом версия для macOS стала доступна потребителям в октябре 2018. Последняя версия — 2003 (16.0.12624.20466) (16 апреля 2020). |
| 05.10.2021  | Office 2021                        | Версия Microsoft Office, совместимая с Windows 10, Windows 11 Аппаратная платформа — x86, x86-64 и ARM. |
| 01.10.2024  | Office 2024                        | Версия Microsoft Office, совместимая с Windows 10, Windows 11 Аппаратная платформа — x86, x86-64 и ARM. |

14 ноября 2023 года Microsoft анонсировала Office 2024, выпуск которого состоялся в октябре 2024 года. Изначально (в январе 2023 года) корпорация Microsoft решила отказаться от бренда Office, но позднее пересмотрела своё решение. Предварительные версии доступны с осени 2023 года. Этот офисный пакет доступен в 32- и 64-битных редакциях.

### Другие версии
Office for iPad — текущая версия офисного пакета для iPad, продажи которой начались в марте 2014 года.
Microsoft 365 Online (ранее Office Web Apps, Office Online) / Microsoft 365 — онлайн версии офисного пакета. Впервые Office Web Apps был показан в октябре 2008 года на конференции PDC 2008 в Лос-Анджелесе. Позволяют пользователям создавать и редактировать файлы, используя облегченные веб-версии приложений Microsoft Office: Word, Excel, PowerPoint, OneNote. Помимо этих приложений в пакет входят Sway[что?], Outlook.com, OneDrive, приложения Люди и Календарь. Microsoft 365 реализует функциональность, схожую с Office Online, но расширен для решения бизнес-задач и, в отличие от последнего, является платным продуктом.

## Лицензирование
В дополнение к поддержке розничных продаж Microsoft предлагает «Home Use Program» (HUP), предоставляющее сотрудникам организации-участника доступ к домашнему пользованию продуктами Microsoft Office.